# Ferdinand Tönnies
Ferdinand Tönnies, född 26 juli 1855 utanför Oldenswort, död 9 april 1936 i Kiel, var en tysk sociolog, nationalekonom och filosof. Det han framförallt förknippas med är verket Gemeinschaft und Gesellschaft från 1887 där han som första tyska vetenskapsman lade fram ett grundläggande verk i sociologi. Han var därmed med som grundare av den tyska sociologin tillsammans med senare författare som Georg Simmel och Max Weber.

## Verk
Tönnies var den första renodlade tyska sociologen; han publicerade över 900 verk och bidrog till många områden inom såväl sociologi som filosofi. Hans största bidrag gällde sociologisk teori och fältstudier. Men bäst känd är han för sin distinktion Gemeinschaft och Gesellschaft. Tönnies var medgrundade vad det tyska sociologförbundet tillsammans med Weber och Simmel. I jämförelse med Weber och Simmel är dock Tönnies något undanskuffad som klassisk sociolog, men betraktas ändå tillsammans med dessa som medgrundade till den klassiska tyska sociologin. Tönnies var student till, och kritiker av Hobbes, men inspirerades också av Herbert Spencer och Henry Maines verk.

### Gemeinschaft och Gesellschaft
Ferdinand Tönnies skrev skriften Gemeinschaft und Gesellschaft 1887. Begreppen har sedan blivit långt mer kända än själva boken, och beskriver två olika samhällstyper där det första, Gemeinschaft, avser en samhällsform som bygger på personliga och familjära relationer, ärvd status och en enande känsla av gemenskap liknande den tidiga medeltidens skråsamhällen. Gesellschaft avser en mer sentida samhällstyp med individualism, arbetsfördelning, institutioner och status baserad på samhällelig position. Ett nutida exempel på Gemeinschaft vore exempelvis Amishfolket i USA, medan Japan, Sverige eller Kina kan sägas representera Gesellschaft.

#### Gemeinschaft
Gemeinschaft översätts ofta med "gemenskap" och är en gruppering där människorna är inriktade på den kollektiva nyttan snarare än rent individuell vinning. I Gemeinschaftstypen finns därför en gemensam moral, tydliga normer för socialt beteende och stark känsla av ansvar. Tönnies beskriver Gemeinschaft som en slags "enad viljestyrka", där just familjekonstellationen är ursprungsmodellen för hur kollektivet ska fungera. Den ärvda statusen har stor betydelse, exempelvis genom att yrken går i arv såsom ofta var fallet i agrara samhällen. Vidare karaktäriseras Gemeinschaft av att man ej har genomfört någon avancerad arbetsfördelning och att man har sociala institutioner mer på meso snarare än makronivå. Behovet av extern social kontroll är marginellt, eftersom gemenskaps- och lojalitetskänslan för kollektivets bästa i hög grad styr personernas handlingar.

#### Gesellschaft
Gesellschaft översätts närmast med sällskap eller samhälle och beskriver modernitetens tendens att låta individens intresse gå före det kollektiva. Gesellschaftsamhällen saknar enande normativa och moraliska band. Den samhälleliga samhörighetskänslan upprätthålls istället främst genom att människorna agerar för sin egen vinnings skull. Även status skapas genom den enskildes prestationer. Vidare bygger gesellschaftsamhället i hög grad på sekundära relationer mer än familj- eller grannskapstillhörigheten, vilket samtidigt gör samhället mer utsatt för klassmotsättningar. Arbetsdelningen är mycket långtgående och skapar därav konsumtion.